# Ривера (департамент)
Ривера (ісп. Rivera) — департамент Уругваю, розташований в північно-східній частині країни. На за ході межує з департаментом Сальто, на півночі та північному сході з Бразилією, на південному сході з департаментом Серро-Ларґо, на півдні з Такуарембо. Площа департаменту становить 9370 км² (11-й за площею департамент Уругваю). Згідно з переписом населення 2004 року, тут проживає 104921 особа. Столиця — місто Ривера.

## Мова
Офіційною мовою департаменту є іспанська мова. Вона використовується у навчальних закладах, всіх державних і приватних установах, однак велика частка населення столиці департаменту у повсякденному житті використовує португальську мову. Поширеним явищем є портуньйол — іспансько-португальський піджин.

## Історія
Департамент Ривера було створено 1 жовтня 1884 року, раніше його території входили до складу департаменту Такуарембо. Департамент було названо на честь генерала Фруктуосо Рівери, першого президента Уругваю, який брав участь у боротьбі за незалежність Уругваю.
7 травня 1862 року було засновано селище Пуебло-де-Себальйос, назване на честь іспанського віцекороля Педро де Севальйоса. У липні 1867 року селище отримало статус міста та отримало назву Ривера.

## Географія

### Клімат
Субтропічний, вологий, середня річна температура становить 18,5 °C, середня кількість опадів 1500 мм.

### Економіка
Найрозвиненішою галуззю є сільське господарство. Промисловість розвинена слабо.

## Головні населені пункти

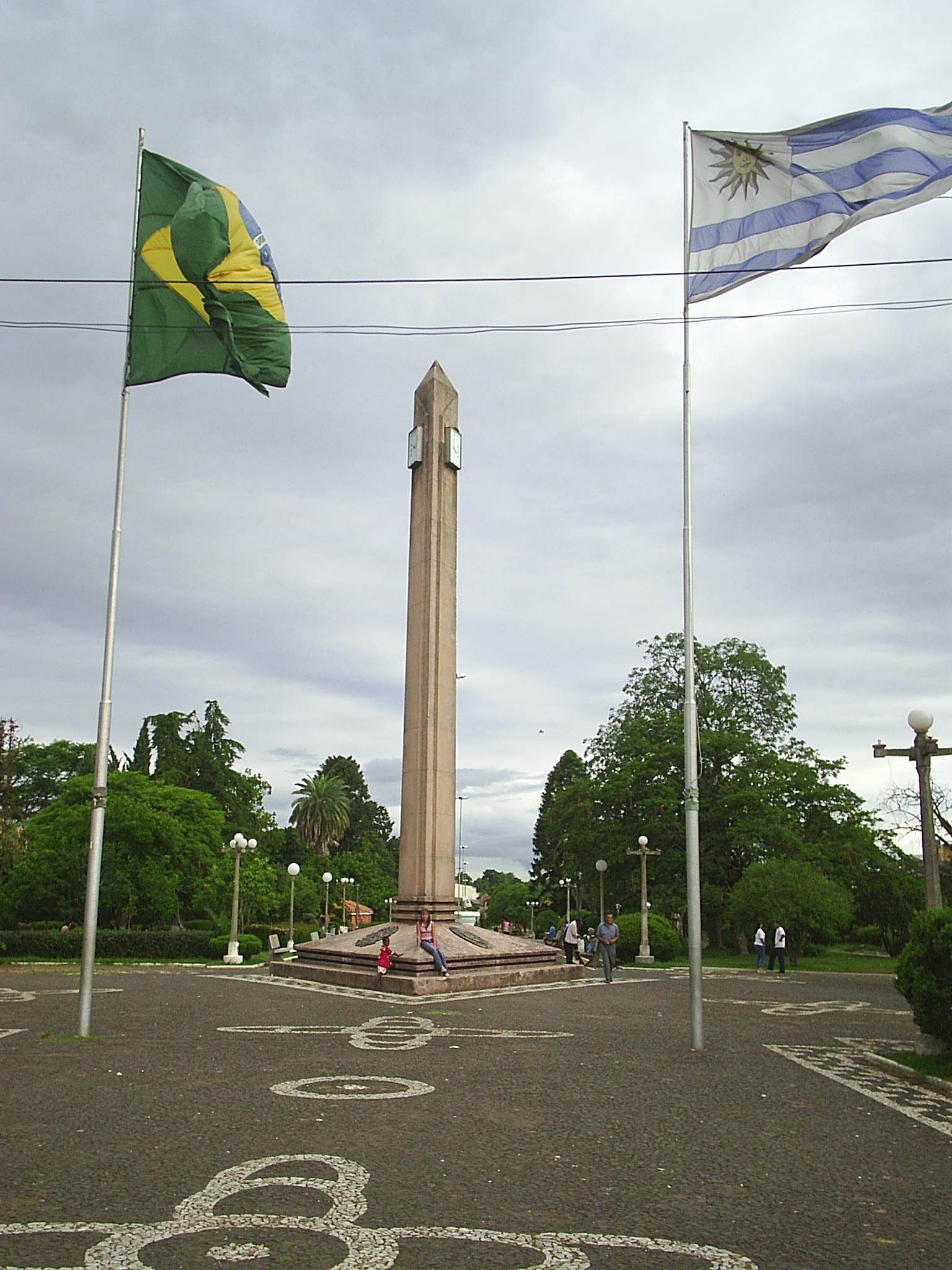
Обеліск на площі Інтернасіональ, «кордон миру» між містами Лівраменту (Бразилія) та Ривера (Уругвай).

Найважливішим містом департаменту є Ривера, столиця департаменту. Інші важливі населені пункти: Транкерас, Вічадеро та Мінас-де-Корралес.
Нижче подано список населених пунктів із населенням понад 1000 осіб (дані перепису населення 2004 року):
| Місто/Село        | Населення   |
| ----------------- | ----------- |
| Ла-Пердера        | 2432 (1996) |
| Масольєр          | 1261        |
| Мінас-де-Корралес | 2934        |
| Ривера            | 63365       |
| Санта-Тереса      | 1793 (1996) |
| Транкерас         | 5842        |
| Вічадеро          | 3343 (1996) |